# Футбольный матч «Барселона» — «Динамо» Киев (1997)
Футбольный матч четвёртого тура группового этапа Лиги чемпионов УЕФА 1997/1998 между испанским клубом «Барселона» и киевским Динамо состоялся 5 ноября 1997 на стадионе Камп Ноу. Поединок завершился разгромным поражением «Барселоны» со счётом 0:4. Тремя голами отметился будущий обладатель «Золотого мяча» Андрей Шевченко.

## Предыстория
22 октября 1997 года на стадионе «НСК Олимпийский» состоялся футбольный поединок между «Динамо» и «Барселоной» в рамках третьего тура того розыгрыша Лиги чемпионов. Матч завершился разгромной победой киевской команды со счётом 3:0, а голевыми передачами отметились Ребров, Максимов и Калитвинцев.

## Ход матча

##### Первый тайм
С самого начала матч игра шла напряженно, команды обменивались потерями. Уже на второй минуте Фернанду Коуту получил жёлтую карточку за грубый подкат в центре поля, после попытки Александра Головко перевести мяч на чужую половину. Команды по очереди обменивались инициативами. Уже на 4 минуте, после неудачной подачи Чирича, Андрей Гусин выбил мяч с штрафной «Динамо». После ряда передач Виталий Косовский пробил по воротам Витора Баия примерно с 40 метров, но пробил выше ворот. В течение ещё нескольких минут ни одна из команд не могла полноценно завладеть мячом и после двух-трех пасов мяч перехватывал соперник, пытаясь создать очередную неудачную атаку.

##### Первый гол Шевченко (1:0)
В итоге одной из таких атак Сергей Ребров заработал штрафной удар на правом фланге вблизи штрафной «Блау-Гранас», после фола Сержи Баржуан. Пробивать принялся капитан «Динамо» Юрий Калитвинцев. Витор Баия не определился со своими партнерами (Ривалдо и Гарсия), что привело к ошибке на выходе, чем и воспользовался Андрей Шевченко, замкнув подачу Калитвинцева и таким образом открыв счет в матче на девятой минуте.

##### После первого гола
«Барселона» сразу побежала отыгрываться и уже через две минуты Чирич прорвался по правому флангу, опередив Дмитрулина, прострелил на Ривалдо, однако бразилец не смог попасть в ближний угол ворот Шовковского. Впоследствии Джованни решился на дальний удар и заработал угловой. После подачи Луиша Фигу Шовковский выбил мяч за пределы штрафной, где его подхватил Селадес и опасно пробил выше ворот. «Динамо» не засело в обороне и проводило несколько опасных контрвыпадов, следствием одного из которых на 15 минуте стала опасная атака каталонского клуба, но Ривалдо не смог удачно распорядиться мячом и потерял его. «Киевляне» продолжали прессинговать соперника и время от времени сами шли в атаку. Так, на постоянные неудачные забегания Ривалдо, «бело-синие» ответили опасным прострелом Дмитрулина и ближе к двадцатой минуты игра начала выравниваться. Второй раз бдительность Баия проверил Юрий Калитвинцев, пробив чуть ли не с половины поля, но не попал в створ ворот португальца.
С середины тайма «Барселона» все реже переходила в наступление, а едва ли не каждая такая попытка завершалась потерей мяча, и после одной из таких Андрей Шевченко обыграл Баржуана на правом фланге, прорвался в штрафную и заработал угловой. Выполнять угловой снова решил Калитвинцев, а в результате его подачи образовалась ситуация, подобная углового у ворот Шовковского: Баия первым оказался на мяче и выбил его прямо на ногу Головко, который мощным ударом послал мяч назад, в штрафную, а оттуда мяч после серии рикошетов вернулся к Калитвинцеву, который второй раз выполнил подачу в направлении ворот «Блау-Гранас», а Андрей Гусин пробил по воротам, однако Баия спас свою команду, а Хацкевич, который был первый на мяче, не смог по нему попасть. Защитники «Барселоны» попытались начать свой контрвыпад, но мяч вернулся к Калитвинцеву, благодаря отбору, капитан «Динамо» выполнил навесную передачу на Андрея Гусина, то в подкате вколотил «круглого» в сетку ворот, но Хью Даллас перед этим зафиксировал нарушение правил. Пока «киевляне» праздновали взятия ворот, каталонцы провели контратаку, которая завершилась неточным дальним ударом Джованни, за что бразилец получил свист со стороны собственных болельщиков. Свою возможность сразу нашли «динамовцы», но Витор Баия опередил Шевченко на выходе.
Испанский клуб не успевал за киевскими игроками в обороне, а вот линия защиты «киевлян» была быстрее, чем атакующий тандем каталонского клуба. Единственную надежду «сине-гранатовые» возлагали на дальние удары. Так, например, на 27-й минуте пробивал Луиш Фигу, на что динамовцы ответило дальним выстрелом Гусина). Высокий прессинг со стороны «бело-синих» приводил к частым ошибкам в передачах «Блау-Гранас», а с дриблингом Шевченко это создавало испанцам немало проблем.

##### Второй гол Шевченко (2:0)
На 30 минуте игрового времени «Динамо» начало контролировать мяч. Недолго отсидевшись на своей половине поля, киевская команда пошла вперед, разыграла великолепную комбинацию в центре между игроками опорной зоны, а Сергей Ребров, опустившийся ниже к центру, отдал тонкую передачу по воздуху справа на Гусина. Андрей прошел по флангу и навесил в штрафную «Барселоны», Витор Баия ошибся на выходе и почти беспрепятственно дал оформить Шевченко дубль, проиграв верховую борьбу 21-летнему украинцу.
Трибуны активно освистывали или футболистов «Динамо», или безалаберные действия своих игроков. Через минуту после второго пропущенного гола Баржуан получил свою первую жёлтую карточку в матче за разговоры с арбитром. Подопечные Луи ван Гала были деморализованы, к этому ещё добавилась отличная игра «динамовцев» в обороне и постоянный свист с трибун «Камп Ноу» (больше всех досталось Витору Баия, которого, судя по всему, болельщики «Барселоны» считали виновным в пропущенных мячах). «Бело-синие» полностью забрали мяч под свой контроль и продолжали давить на ворота соперника. Из-за отставания за соперником игроки «Барселоны» начали часто «фолить», а рефери не показал несколько очевидных желтых карточек. Сумбурные решения главного арбитра продолжались и дальше. Шотландец назначил сомнительный штрафной, после выполнения которого «Блау-Гранас» имели свой, наверное, лучший момент в матче: после подачи Джованни пробил по воротам, но мяч попал в стойку, а сам бразилец в момент передачи был в положении вне игры. Затем, Ривалдо пробивал с большого расстояния — неточно.

##### Третий гол Шевченко (3:0)
К концу первой половины встречи «сине-гранатовые» начали усиливать обороты, в то время как подопечные Валерия Лобановского продолжали демонстрировать отличные защитные навыки. Но на 42-й минуте игрокам «Динамо» удалось организовать контратаку, Андрей Шевченко прорвался в штрафную соперника, а Баржуан, не сумев никак противостоять повалил украинского форварда на газон. Хью Даллас назначил пенальти.
Пенальти взялся исполнять Шевченко. Андрей сделал стандартный пятиметровый разбег и развел Витора Баия и мяч по разным углам ворот, таким образом оформив хет-трик и «забив гол в раздевалку». Далее из опасных моментов был только забег Косовского по флангу и дальний удар Джованни.

##### Второй тайм
Второй тайм ознаменовался голом Реброва. По прошествии 90 минут и дополнительного времени «Динамо» с разгромным счётом 4:0 побеждает «Барселону».

## После матча
После этой победы над «Барселоной» динамовцы укрепили лидерство в группе (сохранив отрыв от 2-го места в 3 очка), которое в итоге сохранили. Последние два матча подопечные Лобановского сыграли не убедительно: ничья с ПСВ и поражение от «Ньюкасла» (0:2). «Барселона» в свою очередь обыграла «Ньюкасл» и сыграла в ничью с ПСВ, но это не спасло её от вылета из еврокубков. В четвертьфинале «Динамо» проиграло со счётом 2:5 по сумме двух матчей «Ювентусу» и вылетело из турнира, а «Ювентус» дошел до финала, где проиграл мадридскому «Реалу» (0:1).

## Отчёт
| Барселона | 0:4   | «Динамо» (Киев)                           |
| --------- | ----- | ----------------------------------------- |
|           | отчёт | Шевченко 9′, 32′, 44′ (пен.) · Ребров 77′ |

| Барселона:  |    |                 |                 |
|             |    |                 |                 |
| ВР          | 1  | Витор Баия      |                 |
| ЗЩ          | 2  | Альберт Феррер  |                 |
| ЗЩ          | 5  | Фернанду Коуту  | 2'              |
| ЗЩ          | 12 | Сержи Баржуан   | 33'             |
| ЗЩ          | 22 | Михаэл Рейзигер |                 |
| ПЗ          | 6  | Оскар           | 70'             |
| ПЗ          | 11 | Ривалдо         |                 |
| ПЗ          | 16 | Драган Чирич    |                 |
| ПЗ          | 17 | Альберт Селадес |                 |
| НП          | 7  | Луиш Фигу       | Капитан команды |
| НП          | 10 | Джованни        | 53'             |
| Запасные:   |    |                 |                 |
| ВР          | 25 | Карлес Бускетс  |                 |
| ЗЩ          | 20 | Мигель Надаль   | 70'             |
| ЗЩ          | 28 | Карлес Пуйоль   |                 |
| ПЗ          | 18 | Гильермо Амор   | 53'             |
| Тренер:     |    |                 |                 |
| Луи Ван Гал |    |                 |                 |

| Динамо:             |    |                      |                     |     |
|                     |    |                      |                     |     |
| ВР                  | 1  | Александр Шовковский |                     |     |
| ЗЩ                  | 2  | Олег Лужный          | 59'                 |     |
| ЗЩ                  | 4  | Александр Головко    |                     |     |
| ЗЩ                  | 5  | Владислав Ващук      |                     |     |
| ЗЩ                  | 6  | Юрий Дмитрулин       |                     |     |
| ПЗ                  | 8  | Юрий Калитвинцев     | Капитан команды     | 46' |
| ПЗ                  | 14 | Андрей Гусин         | 59'                 | 60' |
| ПЗ                  | 15 | Александр Хацкевич   |                     |     |
| НП                  | 9  | Виталий Косовский    |                     |     |
| НП                  | 10 | Андрей Шевченко      | 9′, 32′, 44′ (пен.) |     |
| НП                  | 11 | Сергей Ребров        | 77′                 |     |
| Запасные:           |    |                      |                     |     |
| ВР                  | 12 | Вячеслав Кернозенко  |                     |     |
| ЗЩ                  | 3  | Сергей Беженар       |                     |     |
| ЗЩ                  | 23 | Александр Радченко   |                     |     |
| ЗЩ                  | 25 | Николай Волосянко    | 59'                 |     |
| ПЗ                  | 19 | Дмитрий Михайленко   | 60'                 |     |
| ПЗ                  | 22 | Юрий Максимов        | 46'                 |     |
| ПЗ                  | 24 | Валентин Белькевич   |                     |     |
| Тренер:             |    |                      |                     |     |
| Валерий Лобановский |    |                      |                     |     |